# Amatonormativität
Amatonormativität ist die gesellschaftliche Annahme, dass es allen Menschen in einer exklusiven Beziehung besser geht. Die US-amerikanische Philosophin Elizabeth Brake prägte den Neologismus, um Soziale Normen über Romantik sowie hinsichtlich der romantischen Orientierung zu definieren. Brake wollte den Druck beschreiben, der von vielen auf sie ausgeübt wurde, der Ehe in ihrem eigenen Leben eine hohe Priorität einzuräumen, obwohl sie dies nicht wollte. Amatonormativität geht über den gesellschaftlichen Druck zu heiraten hinaus und umfasst auch den allgemeinen Druck zur Erfüllung gesellschaftlicher Vorstellungen von Romantik.

## Etymologie
Der Begriff Amatonormativität setzt sich aus dem lateinischen amatus, das „geliebt“ bedeutet, und Normativität – die Erwartungen der Gesellschaft an das Verhalten von Individuen – zusammen. Er ist angelehnt an das Wort Heteronormativität, das Heterosexualität, Monogamie und Cisgeschlechtlichkeit als soziale Norm beschreibt.

## Konzept
Elizabeth Brake beschreibt den Begriff in ihrem Buch Minimizing Marriage als den Druck zu oder Wunsch nach Monogamie, Romantik und/oder Ehe. Die Annahme, alle Menschen würden romantische, sexuelle, monogame und lebenslange Beziehungen wollen, hat viele soziale Folgen. Brake zufolge wird Amatonormativität unter anderem im Recht und in der Moral der Ehe institutionell umgesetzt. Platonische Beziehungen und andere Beziehungen genießen nicht den gleichen rechtlichen Schutz wie romantische Partner durch die Ehe. Asexuelle, Aromantische, und/oder nicht monogam Lebende würden somit als abnormal dargestellt. Brake weist darauf hin, dass die Amatonormativität andere Lebensstile marginalisiert.
Laut der Forscherin Bella DePaulo werden Alleinstehende dadurch als unvollständig stigmatisiert und romantische Partner dazu gedrängt, in ungesunden Beziehungen zu bleiben, weil sie Angst vor dem Singledasein haben. Emilia Roig beschreibt in ihrem Buch Das Ende der Ehe, wie sich Amatonormativität darin äußert, dass Partner oder Partnerinnen zu einer Hochzeit eingeladen werden, der beste Freund oder die beste Freundin jedoch nicht. Dies spiegelt die gesellschaftliche Norm wider, dass romantische Beziehungen als wichtiger angesehen werden als Freundschaften. In Die singuläre Frau zeigt Katja Kullmann, wie wenig erwartet das Lebensmodell zufriedener Singlefrauen in einer von Amatonormativität geprägten Gesellschaft ist, die ihnen suggeriert, ihnen fehle eine romantische Liebesbeziehung.
Das Konzept Amatonormativität wurde von verschiedenen Forschenden aufgegriffen. Es wird häufig in der Forschung zu Asexualität und Aromantik verwendet. So untersucht die Forscherin Tiina Vares die Erfahrungen aromantischer und asexueller Menschen in einer hetero- und amatonormativer Gesellschaft und kommt zum Schluss, dass die Überwindung der Hetero- und Amatonormativität für das Wohlergehen aromantischer und asexueller Menschen produktiv wäre. Valerie Glass untersucht asexuelle Menschen in Beziehungen und beschreibt, dass Beziehungen asexueller Personen außerhalb der amatonormativen Perspektive liegen. Sie betont, wie wichtig es für Paar- und Familientherapeuten ist, diese Sichtweise ebenso zu berücksichtigen.